# Gymnopogon spicatus
Gymnopogon spicatus är en gräsart som först beskrevs av Spreng., och fick sitt nu gällande namn av Carl Ernst Otto Kuntze. Gymnopogon spicatus ingår i släktet Gymnopogon och familjen gräs. Inga underarter finns listade i Catalogue of Life.